# Max et l'Espion
 (juillet 2025).
Pour plus de détails, voir Fiche technique et Distribution.
Max et l'Espion est un film français réalisé par Max Linder, sorti en 1916.

## Fiche technique
- Titre : Max et l'Espion
- Réalisation : Max Linder
- Scénario : Max Linder
- Pays d'origine :  France
- Format : Noir et blanc — 35 mm — 1,33:1 — Film muet
- Genre : Comédie
- Date de sortie : 1916

## Distribution
- Max Linder